# Sytuacja kobiet w II Rzeczypospolitej

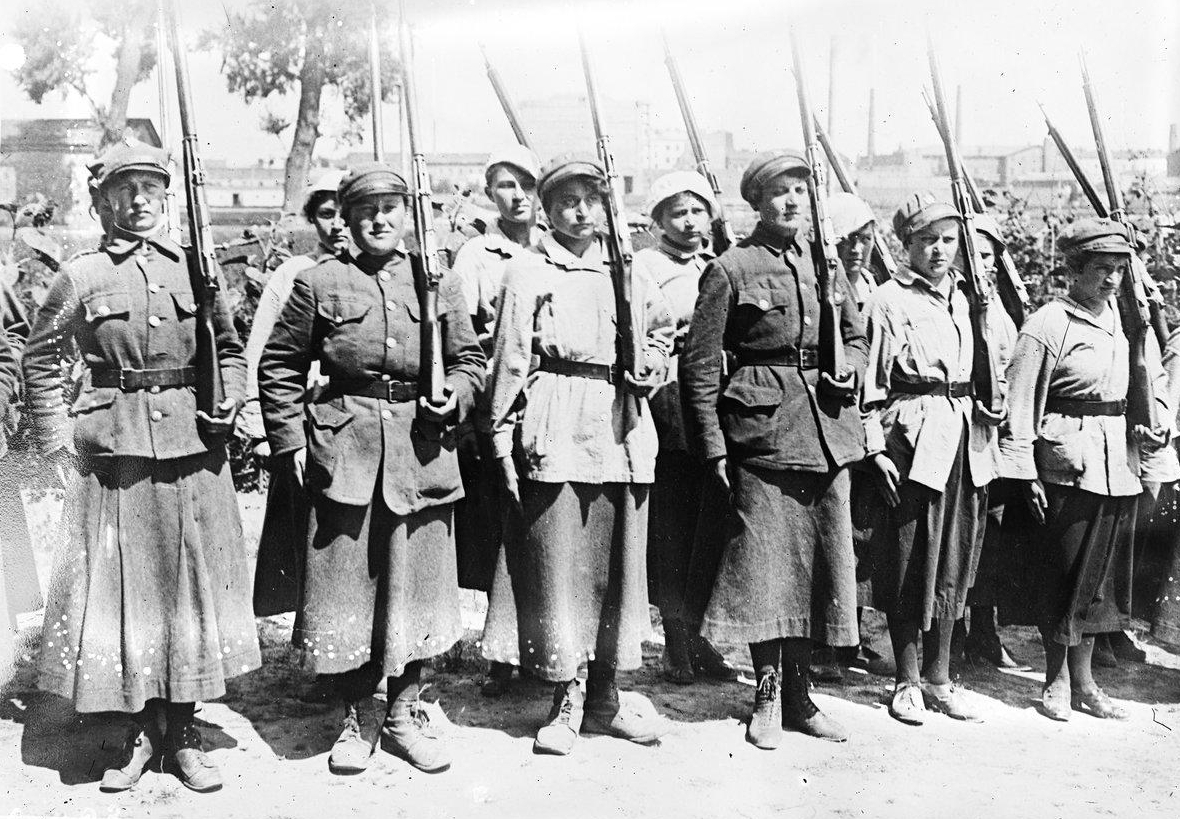
Ochotnicza Legia Kobiet w czasie wojny polsko-bolszewickiej w 1920.

Sytuację kobiet w II Rzeczypospolitej można zwięźle określić stwierdzeniem: równe prawa i nierówne szanse. 

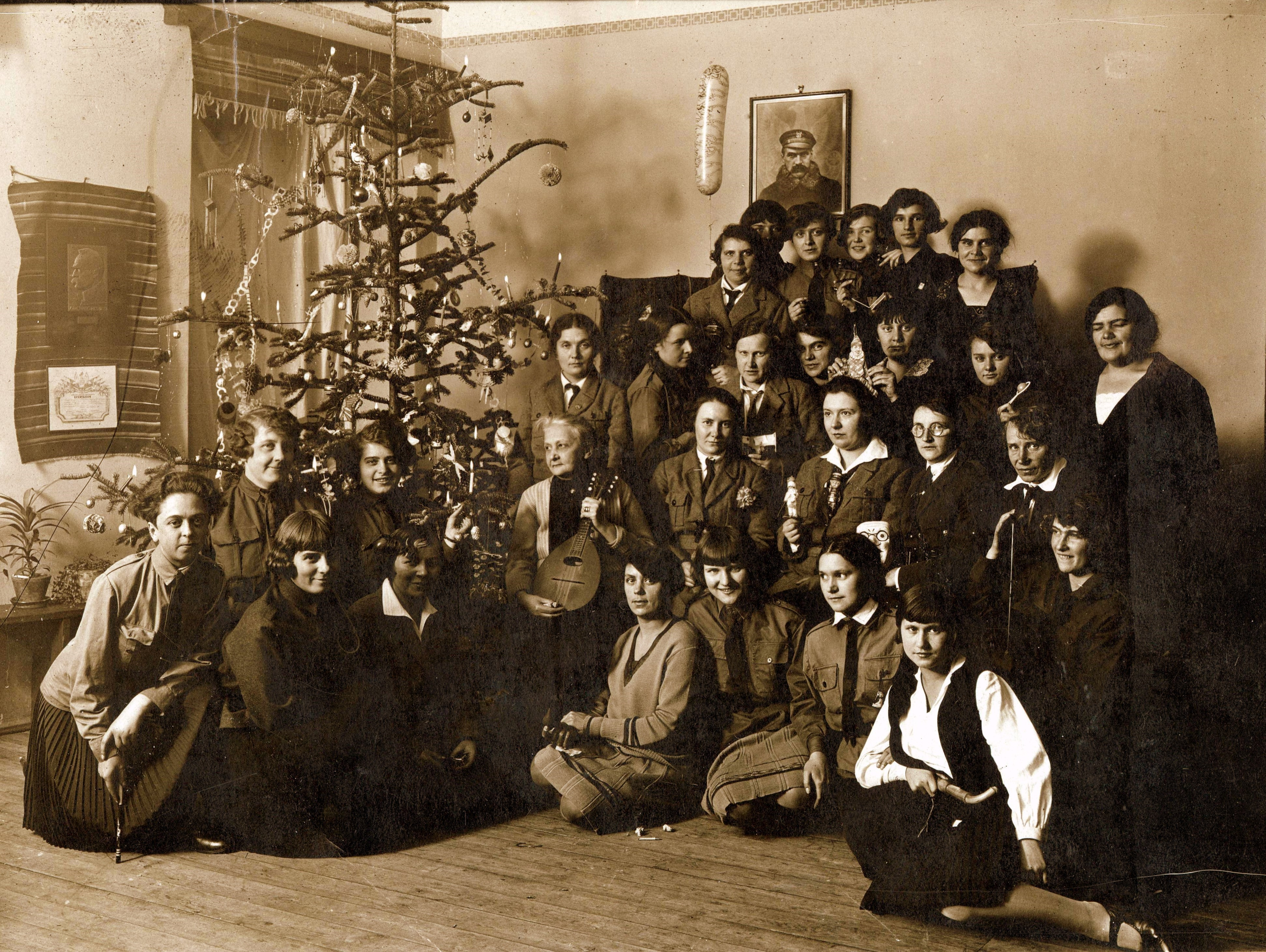
„Żołnierska Choinka” Przysposobienia Wojskowego Kobiet w Warszawie ok. 1935

## Historia
W nowo powstałym w 1918 roku państwie polskim utrzymano kilka systemów prawnych: austriacki, niemiecki, rosyjski oraz polski (Kodeks cywilny Królestwa Polskiego). Wszystkie te systemy pozbawiały kobiety praw politycznych, uniemożliwiały im także zasiadanie na stanowiskach administracji państwowej. W różny sposób systemy prawne regulowały prawa kobiet w dziedzinie ich zdolności prawnej i zdolności do czynności prawnych. Stopniowo nowelizowano dyskryminacyjne przepisy mając na względzie zasadę formalnoprawnej równości kobiet i mężczyzn. W myśl tej zasady tworzono większość nowych aktów normatywnych.
Po wielu dziesięcioleciach walki kobiet o prawa wyborcze, kobiety w Polsce uzyskały prawo do głosowania i kandydowania dekretem o ordynacji wyborczej wydanym przez Józefa Piłsudskiego 28 listopada 1918 roku. Zrównanie praw kobiet i mężczyzn w tej kwestii potwierdziła w 1921 roku konstytucja marcowa. Art. 96 stwierdzał, iż wszyscy obywatele są równi wobec prawa.
Choć konstytucja marcowa wprowadziła równouprawnienie, to ustawa o państwowej służbie cywilnej z 17 lutego 1922 roku warunkowała przyjęcie kobiety zamężnej do służby państwowej zgodą udzieloną przez jej męża. Konstytucja marcowa uchyliła dekret o aplikacji sądowej z 8 lutego 1919 roku, który dopuszczał do zawodu sędziowskiego wyłącznie mężczyzn. Mimo to nie mianowano kobiet na stanowiska sędziowskie. Pierwszą sędzią była mianowana w 1929 roku Wanda Grabińska. W 1937 roku w Polsce na stanowisku sędziowskim pracowało 7 kobiet, a 1 kobieta była prokuratorką. Tylko mężczyźni mogli być przysięgłymi na mocy prawa o ustroju sądów powszechnych z 8 lutego 1928 roku.
Zgodnie z ustawodawstwem obowiązującym w województwie śląskim, dostęp kobiet do stanowisk publicznych był znacznie utrudniony, jako że kobiety potrzebowały do ich objęcia zgody Śląskiej Rady Wojewódzkiej. Kobiety, które wchodziły w związek małżeński automatycznie traciły swoje stanowiska.
Zgodnie z ustawą o obywatelstwie państwa polskiego z 20 stycznia 1920 roku, kobiety traciły polskie obywatelstwo gdy zawierały związek małżeński z obywatelem innego państwa. Dla wielu kobiet oznaczało to utratę możliwości wykonywania zawodów, które wymagały posiadania polskiego obywatelstwa. Mężczyzna poślubiający cudzoziemkę nie tracił polskiego obywatelstwa, a jego żona nabywała polskie obywatelstwo.

### Status w prawie cywilnym
W państwie polskim obowiązywało ustawodawstwo cywilne oparte przede wszystkim na Kodeksie cywilnym Królestwa Polskiego z 1825 roku, Kodeksie cywilnym austriackim z 1811 roku i Kodeksie cywilnym niemieckim z 1896 roku. Ich przepisy ograniczały kobiety zamężne w zakresie ich zdolności do działań prawnych.
1 lipca 1921 roku uchwalono ustawę, która zmieniła przepisy dotyczące praw kobiet w byłym Królestwie Polskim. Zgodnie z nowymi przepisami kobieta m.in. nie była zobligowana prawnie do posłuszeństwa mężowi, mogła podejmować działania prawne niezależnie od woli męża, mogła świadczyć przy sporządzaniu testamentu, miała prawo do rozporządzania własnym majątkiem, o ile nie był on pod zarządem męża (na mocy ustawy lub umowy).
Mężczyzna nadal miał decydujący głos w zakresie sprawowania opieki nad dziećmi. Kobiety, które były matkami nieślubnych dzieci, nie mogły dochodzić ojcostwa, a wyegzekwowanie alimentów od mężczyzny było niezwykle trudne. Nieślubne dzieci nie mogły dziedziczyć po ojcu, ani nosić jego nazwiska. Dyskryminacja kobiet i ich nieślubnych dzieci skutkowała podwyższoną śmiertelnością tych ostatnich. O ile śmiertelność dzieci przed 1. rokiem życia kształtowała się na poziomie 13–15%, o tyle śmiertelność dzieci nieślubnych do 1. roku życia była pięciokrotnie wyższa i wynosiła 75%. Oznacza to, że co roku umierało ok. 38.000 nieślubnych dzieci do 1. roku życia.
W 1919 roku powołano Komisję Kodyfikacyjną, której zadaniem było przygotowanie jednolitego systemu prawnego dla państwa polskiego, a dyrektywą była konstytucyjna zasada równości obywatelek i obywateli. Projekty Komisji miały regulować m.in. prawo małżeńskie i rodzinne. Projekt osobowego prawa małżeńskiego z 1929 roku miał zrównać prawa żon i mężów między sobą i wobec dzieci. Prawa małżonków miały być jednakowe także w dziedzinie stosunków majątkowych. Projekt Komisji Kodyfikacyjnej zakładał również wprowadzenie dwóch nowych instytucji: świeckiej formy małżeństwa i rozwodu. Ostatecznie równościowe projekty Komisji Kodyfikacyjnej nie stały się polskim prawem w wyniku gwałtownego sprzeciwu hierarchów Kościoła katolickiego.

### Przepisy prawa karnego dotyczące wyłącznie kobiet
Kobieta, która zabiła swoje dziecko podczas porodu była karana łagodniej niż za zwykłe zabójstwo. Karze równej z zabójstwem człowieka podlegało przerywanie ciąży. O zniesienie przepisów kryminalizujących aborcję i dopuszczalność przerywania ciąży do 12 tygodnia walczyły organizacje kobiece. Najbardziej znane postaci tego ruchu to m.in. Irena Krzywicka i Tadeusz Boy-Żeleński.
Ustawa sanitarna z 19 lipca 1919 roku regulowała kwestie dotyczące prostytucji kobiet, nakładając na nie m.in. obowiązek poddawania się kontrolom lekarskim. Karalne było zakażanie chorobami przenoszonymi drogą płciową. Traktowanie więźniarek, zwłaszcza będących w ciąży, podlegało odrębnym przepisom niż traktowanie więźniów.

### Prawo pracy
Na ziemiach niepodległej Polski zakres i formy ochrony pracy kobiet były regulowane niejednolitymi przepisami ustaw państw zaborczych. Ratyfikowany przez Polskę traktat wersalski z 1919 roku, ustanawiający Międzynarodową Organizację Pracy, zobowiązywał państwa-strony do równej płacy za pracę tej samej wartości bez względu na płeć osoby ją wykonującej. W praktyce zasada równości płac nie była w Polsce przestrzegana, a różnice w zarobkach na niekorzyść kobiet były znaczące. Tygodniowe zarobki kobiet były przeciętnie dwukrotnie niższe niż zarobki mężczyzn. Mniejszą różnicę odnotowywano w sfeminizowanym przemyśle włókienniczym, gdzie zarobki kobiet były niższe o 30% od zarobków mężczyzn (dysproporcję na zbliżonym poziomie obserwowano również w przypadku lekarzy). W rodzinach robotniczych w Warszawie, Zagłębiu Dąbrowskim, na Śląsku i w Łodzi 78% środków finansowych pochodziło z pracy mężczyzny. Dyskryminacja płacowa kobiet połączona z bardzo ograniczonymi możliwościami awansu zawodowego kobiet wpływały na utrzymanie tradycyjnego modelu ról płciowych, zgodnie z którym to mężczyzna jest głową rodziny.
Zarówno konstytucja marcowa (1921), jak i konstytucja kwietniowa (1935) uznawały pracę za podstawę bogactwa Rzeczypospolitej i wartość podlegającą ochronie. Tym samym Polska jako jedna z pierwszych w Europie włączyła prawa społeczne do katalogu praw i wolności. Zgodnie z rozporządzeniem wykonawczym z 20 lipca 1925 roku do ustawy o pracy kobiet i młodocianych z 2 lipca 1924 roku, tylko mężczyźni mogli wykonywać 20 rodzajów robót, a kobiety nie mogły być zatrudniane do pracy w warunkach uznanych za szczególnie szkodliwe dla zdrowia oraz niebezpieczne dla moralności i dobrych obyczajów.

### Prawo handlowe i upadłościowe
Kobieta i mężczyzna mieli równe prawa w prowadzeniu działalności handlowej, o ile kobieta nie była zamężna. Zgodnie z prawem upadłościowym z 24 października 1934 roku kobieta zamężna z upadłym, która żądała wyłączenia swoich rzeczy z masy upadłościowej, musiała udowodnić, że nie były one zakupione ze środków finansowych męża. Mężczyzna w analogicznej sytuacji miał tylko udowodnić swoje prawo do danych rzeczy.
Zgodnie z obowiązującymi niemieckim i austriackim kodeksem cywilnym mężczyzna mógł zażądać wpisania do rejestru informacji, że żona prowadzi przedsiębiorstwo zarobkowe bez jego zgody, co ograniczało jego odpowiedzialność za długi żony. Kobiety nie miały możliwości poczynienia takiego wpisu w przypadku prowadzenia przedsiębiorstw zarobkowych przez mężów. Taki stan prawny znacząco upośledzał prawnie kobiety zamężne.

## Przestępczość seksualna mężczyzn wobec kobiet i dziewczynek
Policja i sądy tolerowały przestępczość seksualną mężczyzn, której ofiarami były kobiety i dziewczynki. Policjanci systemowo ignorowali doniesienia o gwałtach, przez co wykrywalność tych przestępstw w drugiej połowie lat 20. nie przekraczała zazwyczaj tysiąca przypadków rocznie. W 1926 sądy wydały zaledwie 287 prawomocnych wyroków w sprawach o zgwałcenie.
Sędziowie natomiast wymierzali bardzo łagodne kary mężczyznom którzy dopuścili się gwałtów, w tym czynów pedofilnych. W najbrutalniejszych przypadkach nie orzekano kar wyższych niż półtora roku więzienia. Np. w 1932 r. w głośnej sprawie poznańskiej szajki pedofilskiej sąd skazał szefa szajki, Feliksa Piekuckiego na półtora roku więzienia, choć za stosunek seksualny z osobą poniżej czternastego roku życia groziło dziesięć lat ciężkiego więzienia. Sędzia uzasadnił łagodny wyrok dla Piekuckiego, znanego z publicznie głoszonego konserwatyzmu obyczajowego przedstawiciela endecji, jego działalnością społeczną oraz zasługami dla narodu. Feliks Piekucki był współorganizatorem powstania wielkopolskiego i pierwszym komendantem Poznania po odzyskaniu niepodległości. W II RP mężczyźni posiadający wysoką pozycję społeczną którzy dopuszczali się gwałtów, w tym czynów pedofilnych, byli w praktyce bezkarni lub otrzymywali symboliczne kary za przestępczość seksualną wymierzoną w kobiety i dziewczynki.

## Edukacja
Najważniejszym problemem stojącym na przeszkodzie równemu dostępowi kobiet i mężczyzn do edukacji w II RP, była niewielka liczba żeńskich szkół średnich. Po tym, jak dziewczynki w 14 roku życia kończyły bezpłatną i obowiązkową szkołę powszechną, napotykały trudności w kontynuowaniu edukacji na szczeblach średnim i wyższym. Córki zamożnych rodziców były posyłane do drogich szkół prywatnych, jednak niewiele osób mogło sobie na to pozwolić. Reszta dziewcząt była więc wykluczona z możliwości zdobycia średniego i wyższego wykształcenia.
Problem dyskryminacji dziewcząt w edukacji był regularnie podnoszony przez środowiska feministyczne w dwudziestoleciu międzywojennym. Np. w 1928 roku na ręce Ministra Wyznań Religijnych i Oświecenia Publicznego został złożony memoriał o stanie szkolnictwa żeńskiego. Memoriał sporządzony przez dr Helenę Waniczek, wiceprzewodniczącą Polskiego Stowarzyszenia Kobiet z Wyższym Wykształceniem został podpisany m.in. przez Klub Polityczny Kobiet Postępowych, Związek Służby Obywatelskiej Kobiet, Polski Związek Zaw. Nauczycieli Szkół Powszechnych, Polski Związek Zaw. Nauczycieli Szkół Średnich, Towarzystwo Nauczycieli Szkół Wyższych i Średnich oraz Zrzeszenie Dyrektorów Szkół Państwowych.
W 1928 roku państwo polskie przeznaczało 72% szkół średnich dla chłopców, 12% dla dziewcząt, a pozostałe 16% szkół było koedukacyjne. W roku 1935 wśród państwowych gimnazjów 47,5% było przeznaczonych dla chłopców, 15,5% dla dziewcząt, a 37% miało charakter koedukacyjny.
Problem dyskryminacji kobiet w dostępie do edukacji nie został rozwiązany do końca II RP. Paradoksalnie jednak wśród polskich studentów odsetek kobiet był dość wysoki, w europejskiej czołówce: 28%.

## Samoorganizowanie się kobiet

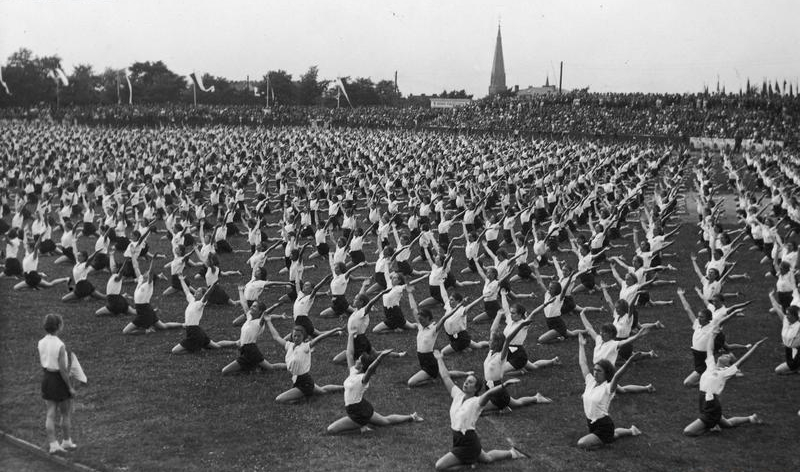
Pokaz sekcji kobiecych na VIII Ogólnopolskim Zlocie Polskiego Towarzystwa Gimnastycznego „Sokół” Katowice 1937.

W dwudziestoleciu międzywojennym funkcjonowało wiele organizacji kobiecych (np. 64 tylko w Warszawie). Bazowały one na konspiracyjnym doświadczeniu swoich członkiń zdobytym przed 1914 rokiem (praca w organizacjach politycznych, samokształcenie, tajne nauczanie) oraz ich dynamicznej działalności podczas I wojny światowej (tworzenie szpitali dla rannych żołnierzy, akcje dobroczynne na rzecz dzieci i ubogich). Kilka pierwszych lat po odzyskaniu przez Polskę niepodległości było okresem znacząco słabszej aktywności organizacji kobiecych, która nasiliła się w 2. połowie lat 20. i latach 30.
Organizacje polskie nie współpracowały z innymi organizacjami narodowymi, np. żydowskimi czy ukraińskimi.
Większość organizacji zrezygnowała z realizowania programu politycznego, stawiając na takie same cele: integrację, samopomoc, kształtowanie postawy obywatelskiej. Środowiska kobiece w międzywojniu w różny sposób usiłowały odpowiedzieć na pytanie o społeczno-kulturową rolę kobiet. Według wyliczeń dr Katarzyny Sierakowskiej, w 1930 r. do organizacji kobiecych należało 3% kobiet.
Powstawały i funkcjonowały kobiece organizacje dobroczynne, kobiece związki zawodowe i – w mniejszej liczbie – organizacje polityczne. Niewielkim zainteresowaniem cieszyła się działalność pacyfistyczna. Zaangażowanie w sprawę narodową było eksponowane w prasie kobiecej, a także w biografiach kobiet działających w sferze publicznej, co zdaniem dr Katarzyny Sierakowskiej może świadczyć o presji społecznej wywieranej na kobiety, wymagającej ciągłego udowadniania, że zasłużyły na wywalczone w 1918 roku prawa wyborcze.

## Kobiety w parlamencie
Pierwszymi polskimi wyborami parlamentarnymi, w których kobiety mogły brać udział jako kandydatki (i wyborczynie), były wybory do Sejmu Ustawodawczego w 1919 roku. Zdominowane przez mężczyzn władze partii politycznych niechętnie jednak przyznawały kandydatkom nieliczne i ostatnie miejsca na swoich listach wyborczych. Opór przed dopuszczeniem kobiet na listy wyborcze dotyczył zarówno partii prawicowych, jak i lewicowych. W 1922 roku kobiety stanowiły 2,1% wśród osób kandydujących do parlamentu. W wyborach parlamentarnych z 1930 i 1935 roku największy udział kobiet na listach wyborczych odnotowano w przypadku Bezpartyjnego Bloku Współpracy z Rządem, jednak był on efektem silnego nacisku lobby kobiecego.
Członkinie Sejmu początkowo były nazywane „posełkami” lub „posełkiniami”. Po kilku latach utrwaliło się określenie „posłanka”; nie był to jednak neologizm – słowa tego używano już wcześniej, jednak wyłącznie w znaczeniu „wysłanniczka”, a nie „parlamentarzystka”. Członkinie Senatu były nazywane senatorkami.
Parlamentarzystki były lepiej wykształcone niż parlamentarzyści. Wśród kobiet nie było osób z wykształceniem elementarnym, tymczasem wśród mężczyzn takie wykształcenie miało 25% parlamentarzystów. 2/3 parlamentarzystek miało wykształcenie wyższe, a 1/3 średnie. Parlamentarzystki, w odróżnieniu od parlamentarzystów, wywodziły się niemal wyłącznie z elity ziemiańsko-inteligenckiej.

### Udział kobiet w Sejmie i Senacie
Ogółem w II Rzeczypospolitej kobiety piastowały 43 mandaty poselskie i 20 mandatów senatorskich. Parlamentarzystkami okresu międzywojennego było w sumie 50 kobiet, a niektóre z nich wielokrotnie sprawowały mandaty w jednej lub obu izbach parlamentu.
Reprezentacja kobiet wśród posłów i senatorów w poszczególnych kadencjach parlamentu II RP przedstawia się następująco:
- Sejm Ustawodawczy (1919-1922) – 8 mandatów (1,85% liczby posłów),
- I kadencja (1922-1928): Sejm – 9 mandatów (2,02%), Senat – 4 mandaty (3,6%),
- II kadencja (1928-1930): Sejm – 8 mandatów (1,8%), Senat – 4 mandaty (3,6%),
- III kadencja (1930-1935): Sejm – 15 mandatów (3,37%), Senat – 4 mandaty (3,6%),
- IV kadencja (1935-1938): Sejm – 2 mandaty (0,97%), Senat – 5 mandatów (5,2%),
- V kadencja (1938-1939): Sejm – 1 mandat (0,48%), Senat – 4 mandaty (4,16%).

Łącznie największą reprezentację kobiet w parlamencie miał obóz polityczny Józefa Piłsudskiego (14 mandatów poselskich, 13 senatorskich), a następnie obóz narodowo-demokratyczny (12 mandatów poselskich, 1 senatorski), ruch ludowy (6 mandatów poselskich, 1 senatorski), obóz socjalistyczny (4 mandaty poselskie, 2 senatorskie), Ukraińcy (po 2 mandaty poselskie i senatorskie), Żydzi (1 mandat poselski), obóz narodowo-chrześcijański (1 mandat poselski) i obóz komunistyczny (1 mandat poselski).

#### Sejm Ustawodawczy (1919-1922)

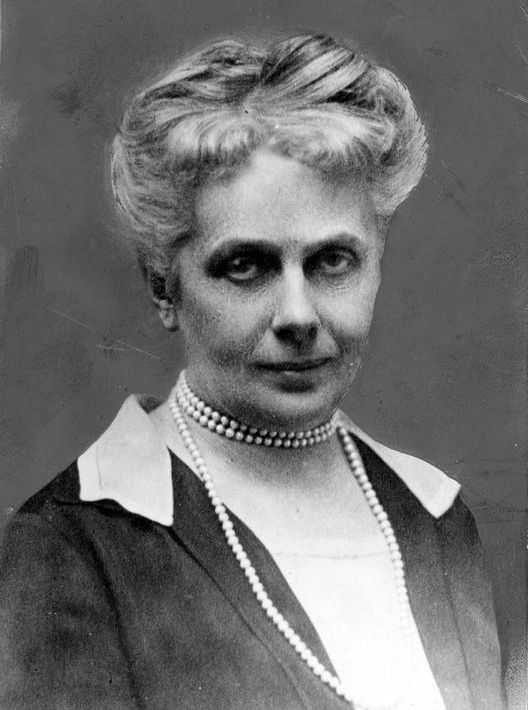
Gabriela Balicka-Iwanowska doktor botaniki, posłanka na Sejm Ustawodawczy oraz I, II i III kadencji

Posłankami w Konstytuancie były Anna Anastazja Piasecka (Klub Narodowej Partii Robotniczej), Franciszka Wilczkowiakowa (Klub Narodowej Partii Robotniczej), Gabriela Balicka (Związek Sejmowy Ludowo-Narodowy), Irena Kosmowska (Klub Polskiego Stronnictwa Ludowego „Wyzwolenie”), Jadwiga Dziubińska (Klub Polskiego Stronnictwa Ludowego „Wyzwolenie”), Maria Moczydłowska (Klub Narodowego Zjednoczenia Ludowego), Zofia Moraczewska (Związek Sejmowy Polskich Posłów Socjalistycznych) i Zofia Sokolnicka (Związek Sejmowy Ludowo-Narodowy). W 1920 roku Anna Piasecka przeszła z NPR do PSL „Piasta”.
W maju 1919 r. podczas pierwszej debaty parlamentarnej na temat ustroju państwa Moczydłowska w swoim wystąpieniu stwierdziła, że nie występuje w imieniu swojego klubu, ale w imieniu wszystkich kobiet zasiadających w Sejmie. Posłanki często tworzyły nieformalne koalicje mimo różnic w przynależności partyjnej.
Posłanki pracowały głównie w Komisji Konstytucyjnej (Balicka, Kosmowska, Wilczkowiakowa), Komisji Opieki Społecznej (Dziubińska, Moczydłowska, Moraczewska, Piasecka, Sokolnicka, Wilczkowiakowa) i Komisji Oświatowej (Balicka, Dziubińska, Moczydłowska, Sokolnicka). 21 listopada 1919 r. posłanki Moraczewska, Kosmowska, Dziubińska, Balicka i Moczydłowska złożyły wniosek nagły sprzeciwiając się dyskryminacji kobiet w dostępie do dodatku drożyźnianego przyznanego funkcjonariuszom państwowym. Na początku 1920 r. posłanki Moczydłowska, Moraczewska i Balicka złożyły wniosek w sprawie zakończenia dyskryminacji kobiet, które traciły obywatelstwo wychodząc za mąż za cudzoziemca. Sejm odrzucił wniosek posłanek.

#### I kadencja Sejmu (1922-1928)
W 1925 roku posłowie z Grupy Parlamentarnej Polsko-Francuskiej sprzeciwili się obecności posłanek w delegacji sejmowej do Francji (uzasadniając wyłącznie męski skład delegacji wyłącznie męskim składem francuskiego parlamentu). Wszystkie posłanki opuściły Grupę na znak protestu wobec seksizmu.

## Województwo śląskie

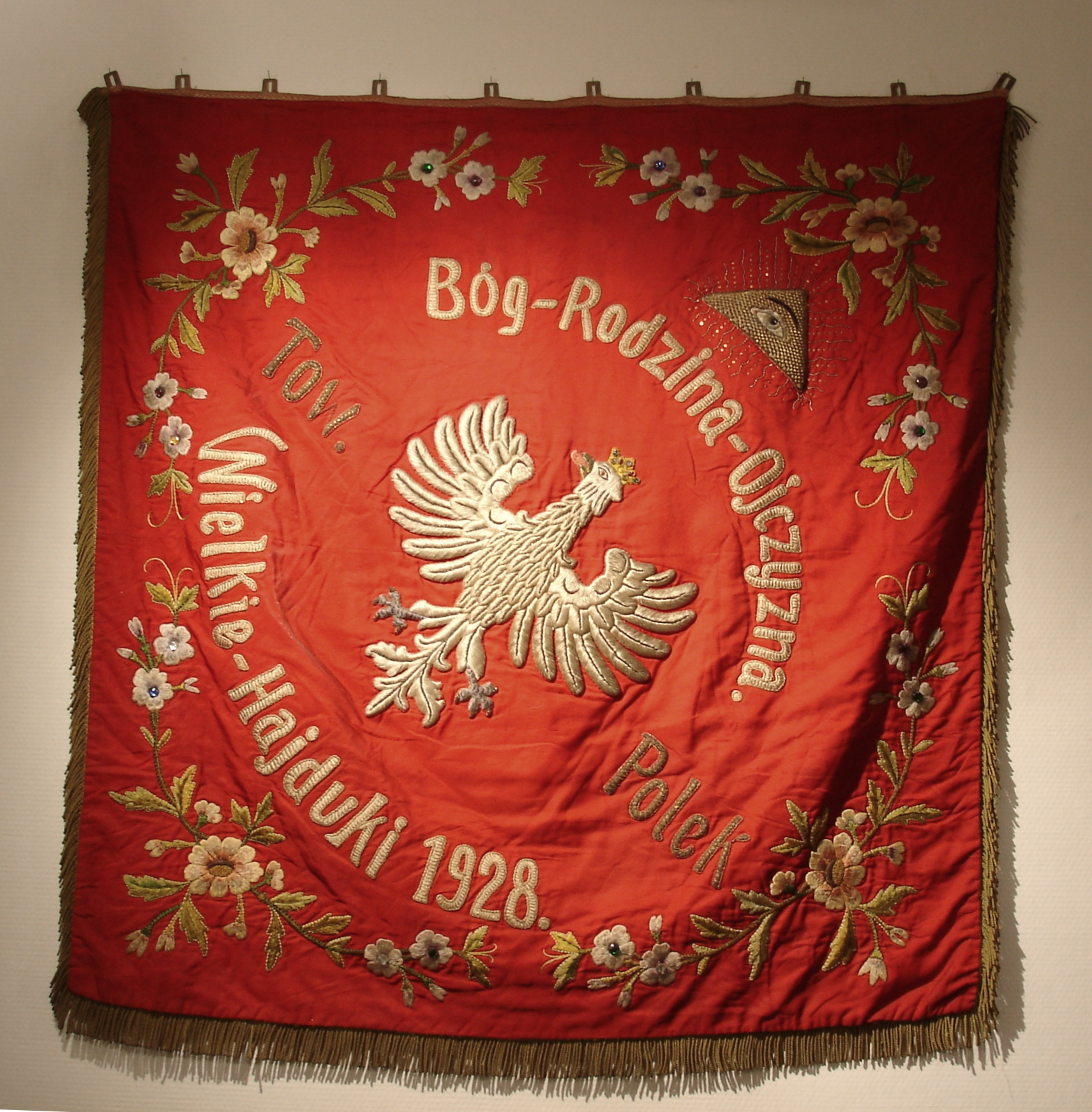
Sztandar Towarzystwa Polek w Wielkich Hajdukach (Chorzów) z 1928 roku.

Województwo śląskie istniało w latach 1922–1939 i miało charakter autonomiczny. Szkolnictwo było podporządkowane wojewodzie, który jednocześnie pełnił obowiązki kuratora szkolnego. Pod koniec 1925 roku Wydział Oświecenia Publicznego Urzędu Wojewódzkiego Śląskiego przygotował listę 262 zamężnych nauczycielek do zwolnienia, co stanowiło 7% populacji nauczycielek. 29 marca 1926 roku Sejm Śląski wprowadził „Ustawę w sprawie rozwiązania stosunku służby nauczycielskiej wskutek zawarcia przez nauczycielkę związku małżeńskiego”. Komisja Prawnicza Sejmu Śląskiego orzekła, że ustawa ta nie jest sprzeczna z konstytucją marcową (zrównującą prawa kobiet i mężczyzn) ani z konwencją genewską z 15 maja 1922 roku. Prawo to, nazywane ustawą celibatową, zostało następnie zatwierdzone przez Najwyższy Trybunał Administracyjny, a w 1933 roku przez prezydenta Ignacego Mościckiego.
Ustawa celibatowa dyskryminowała kobiety (nauczycielki), ponieważ zatrudnienie mężczyzn (nauczycieli) nie było warunkowane ich kawalerskim stanem cywilnym. Nowe prawo było zgodne z tradycyjną, patriarchalną ideologią, według której mężczyzna jest głową rodziny i ma pracować zawodowo, a obowiązkiem kobiety jest zamążpójście, macierzyństwo i prowadzenie domu. Posłowie Chrześcijańskiej Demokracji i Narodowej Partii Robotniczej poparli ustawę twierdząc, iż „każda kobieta mężatka należy do domu, jest kapłanką ogniska domowego i tego w pierwszym rzędzie winna pilnować” oraz że „jest rzeczą niemożliwą być dobrą żoną, dobrą matką, a jednocześnie dobrą nauczycielką”. Ustawa celibatowa uzyskała mocne poparcie od hierarchów Kościoła katolickiego, którzy na łamach Gościa Niedzielnego apelowali, by w szkolnictwie zatrudniać wyłącznie mężczyzn.
1 października 1935 kobiety miały następującą reprezentację w kadrze nauczycielskiej województwa śląskiego: 100% w przedszkolach, 42,1% w szkołach powszechnych, 38,1% w szkołach specjalnych, 28,6% w seminariach nauczycielskich, 20,6% w szkołach średnich ogólnokształcących, 12,5% w szkołach zawodowych. Łącznie nauczycielki stanowiły 38,9% kadry nauczycielskiej.
Nauczycielki zarabiały znacząco mniej niż nauczyciele. W roku 1938 kobiety stanowiły 41,6% nauczycieli szkół powszechnych województwa śląskiego. Prawie połowa z nich została zakwalifikowana do dwóch najniższych grup uposażeniowych pracowników państwowych. W wyższych grupach uposażeniowych było dwa razy więcej mężczyzn niż kobiet. Zwalniane na mocy ustawy celibatowej nauczycielki otrzymywały niższe odprawy niż określała to pragmatyka nauczycielska, wprowadzona ustawą Sejmu Śląskiego z 19 października 1927 roku.
Wprowadzenie ustawy celibatowej zostało oprotestowane. Związek Polskiego Nauczycielstwa Szkół Powszechnych (od 1930 roku pod nazwą Związku Nauczycielstwa Polskiego) na łamach swojego „Ogniskowca” wielokrotnie opisywał sprawę wskazując, iż parlament śląski uczynił stan cywilny kobiet głównym kryterium ich zatrudnienia w charakterze nauczycielek. W czerwcu 1937 roku do IV Sejmu Śląskiego wpłynął wniosek posła Stefana Kapuścińskiego o zniesienie ustawy celibatowej. Ostatecznie ustawę uchylił Sejm RP 9 kwietnia 1938 roku (z mocą wykonawczą od 20 kwietnia).

## Polska społeczność wiejska
W 1931 roku 23 mln osób, czyli 70% ludności II RP mieszkało na wsi (a wśród nich 11 mln 860 tys. kobiet). 2/3 z tych 70% miało narodowość polską. Istniało 4,5 mln gospodarstw domowych, a każde z nich składało się przeciętnie z 5 osób. 2/3 z 3 mln 200 tys. gospodarstw rolnych stanowiły gospodarstwa drobne, mniejsze niż 5 ha. Praca w gospodarstwie zazwyczaj odbywała się tradycyjnymi metodami i przestarzałymi narzędziami, stąd w Polsce znacząco niższa była wydajność z hektara niż w Czechach czy Niemczech. Pod względem statusu społecznego ludność wiejska znajdowała się na dole drabiny hierarchii społecznej, wyprzedzając jedynie robotników rolnych. Ludność wiejska była bardzo nisko sytuowana materialnie, zazwyczaj istniała konieczność szukania zarobku poza gospodarstwem, a poszukiwania nie były łatwe szczególnie podczas wielkiego kryzysu w latach 1929–1935.
Wieś odznaczała się większą liczbą urodzin niż miasto – w 1931 roku wskaźniki wynosiły odpowiednio 33 i 21 porodów na 1000 mieszkańców. Pomimo tego, że płodność polskich kobiet wiejskich należała ówcześnie do najwyższych w Europie, to istniał wyraźny trend spadkowy. Przed I wojną światową na wsi notowano 40 porodów na 1000 mieszkańców. Ocenia się, że w związku z nikłą dostępnością środków antykoncepcyjnych, zmiana ta była spowodowana upowszechnieniem się zabiegów przerywania ciąży. Według zapisków lekarzy, na aborcję, często przeprowadzaną niefachowo, decydowały się najczęściej kobiety zamężne, które urodziły już 4-5 dzieci. Stan zdrowia kobiet wiejskich był wyraźnie gorszy niż kobiet mieszkających w mieście, a wyniszczający tryb życia prowadził do krótszej przeciętnej długości życia.
Kobiety wiejskie od wczesnego dzieciństwa aż po niedołężność wykonywały nieodpłatną pracę na rzecz rodziny i gospodarstwa domowego. Kobiety były obciążone pracą bardziej niż mężczyźni – gospodyni pracowała przeciętnie 500 godzin dłużej niż gospodarz (czyli niemal 21 dni więcej w roku).

Kobieta wiejska pracuje zbyt ciężko (...) Praca ta rozpoczyna się od wyjścia ze szkoły, a kończy się śmiercią. Przerywana jest częstymi okresami ciąży, w czasie której ochrona macierzyństwa praktycznie nie istnieje. Pewna mała część kobiet dobrze rozwija się fizycznie, większość szybko słabnie i marnieje. Często też spotyka się kobiety wiejskie trzydziestoletnie o wyglądzie staruszki. Prawie każda kobieta ma zniszczone uzębienie, wskutek braku starań o stan zębów i czyszczenia ich, opadnięcie żołądka i jelit wskutek braku higieny ciąży i okresów popołogowych, przewklekłe cierpienia narządu trawienia.

W latach 30. nasilające się zjawisko przeludnienia agrarnego powodowało, że obecność średnio 40% córek w drobnych gospodarstwach rolnych była zbędna dla funkcjonowania tych gospodarstw. „Zbędne” córki poszukiwały odpłatnej pracy w okolicy (poza rodzinnym gospodarstwem), jednak szansa na znalezienie zatrudnienia była niewielka, gdyż popyt na pracę był znacznie większy niż podaż. Część młodych kobiet opuszczała wieś, by znaleźć zatrudnienie w przemyśle, rzemiośle, usługach, handlu lub w charakterze pomocy domowej w mieście. Z reguły pracę zarobkową podejmowali jednak mężczyźni, a na kobiety spadała odpowiedzialność za wykonywanie nieodpłatnej pracy na rzecz gospodarstwa domowego.
Wśród kobiet wiejskich istniało silne dążenie do migracji ze wsi do miasta i awansu społecznego, które jednak nieczęsto udawało się spełnić z powodu braku stanowisk pracy, wynikającego z zakonserwowania struktury społecznej i słabości polskiej gospodarki. Najczęściej młode kobiety ze wsi wychodziły za mąż i powielały drogę życiową matek. Według danych z 1939 roku ślub wzięło 200 tys. kobiet wiejskich, a 46% panien młodych nie ukończyło 24 roku życia.
W dwudziestoleciu międzywojennym rozpoczął się proces zmian związany z kształtem rodziny chłopskiej. Tradycyjną, wielopokoleniową rodzinę powoli, lecz zauważalnie, zaczynała zastępować rodzina nuklearna, złożona z rodziców i dzieci. Powoli rosła także rola kobiety w rolnictwie chłopskim. Pomimo zrównania praw publicznych kobiet i mężczyzn, kobiety wiejskie nie brały jednak udziału w polityce. W obliczu stereotypów płciowych mocno zakorzenionych zwłaszcza na wsi, przypisujących kobiety do sfery prywatnej a mężczyzn do publicznej, kobiety angażujące się w działalność polityczną były narażone na dyskryminację. W roku 1938 kobiety stanowiły zaledwie 0,2% wśród radnych wiejskich ciał samorządowych.

## Czasopisma kobiece

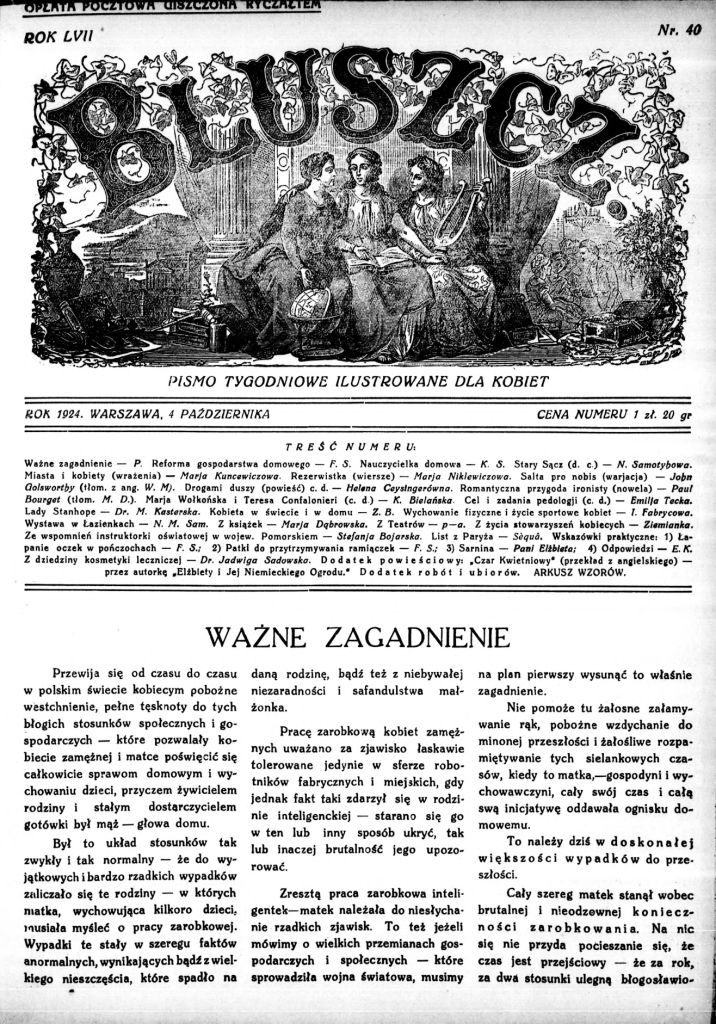
Kobiece czasopismo polskie Bluszcz wydawane w latach 1865–1939.

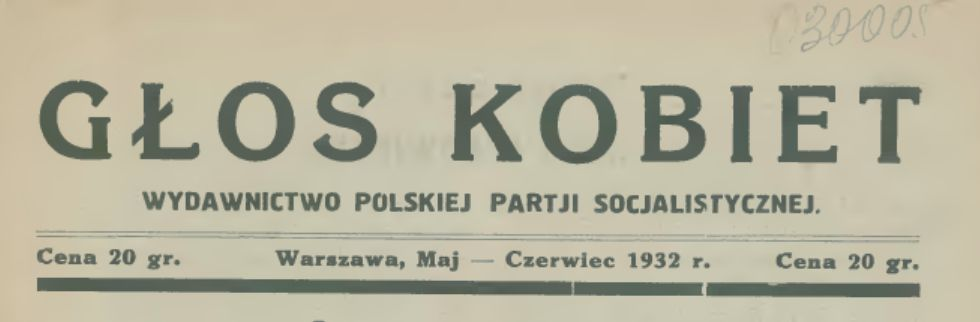
Winieta czasopisma Głos Kobiet w 1932 roku.

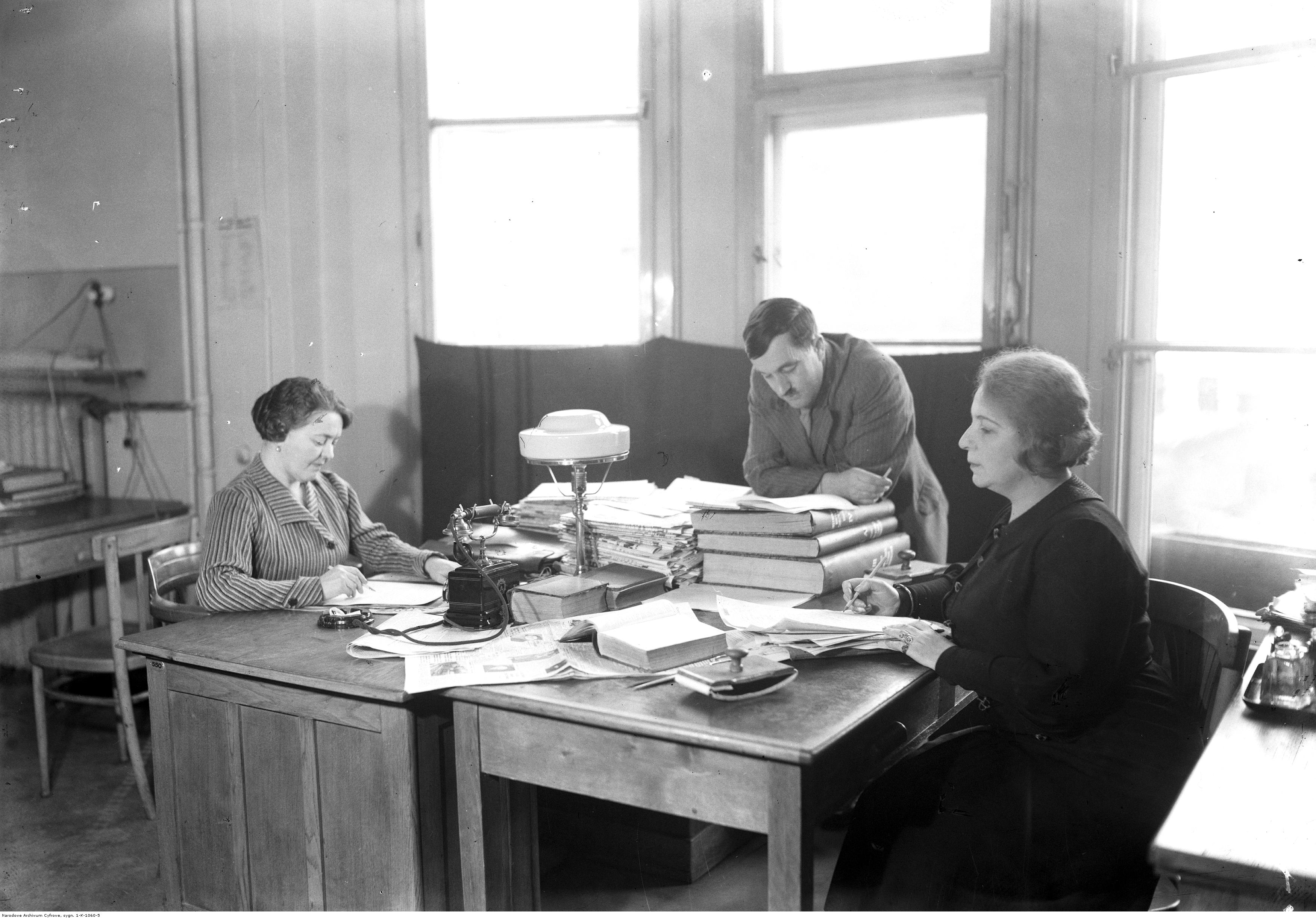
Redakcja Ilustrowanego Kuriera Codziennego, od lewej: Zofia Lewakowska, Ludwik Tomanek, Maria Manberowa; 1935.

W okresie dwudziestolecia międzywojennego istniało ponad sto tytułów prasowych skierowanych do kobiet, czyli więcej niż w latach 1818–1918. Prasa kobieca, podobnie jak cała prasa tego okresu, miała charakter efemeryczny: często tytuły pojawiały się i znikały po kilku, lub nawet jednym wydaniu. Dr Kamilla Łozowska-Marcinkowska obliczyła, że w II RP istniało 50 pism kobiecych, które ukazywały się przynajmniej przez dwa lata. Wiele czasopism kobiecych ukazywało się w formie dodatku do prasy ogólnej.
Tylko „Kurier Kobiecy” wychodził codziennie. Resztę pism kobiecych stanowiły tygodniki, dwutygodniki, miesięczniki, kwartalniki i roczniki. Znaczącą większość czasopism wydawano w Warszawie. Pisma kobiece były najczęściej redagowane przez kobiety.
Dr Łozowska-Marcinkowska wyróżnia trzy główne opcje społeczno-polityczne z którymi były związane czasopisma kobiece: socjalistyczną (np. „Głos Kobiet”, „Robotnica”, „Socjalistka”), narodowo-katolicką (np. „Chrześcijańska Służąca Polska”, „Własnemi Siłami”, „Zjednoczenie”) i ludową (np. „Gazeta Kobieca”, „Głos do Kobiet Wiejskich”, „Kobiety w Stronnictwie Ludowym”). Po przewrocie majowym w 1926 roku doszła do tego opcja sanacyjna (np. „Dla Przyszłości”, „Praktyczna Pani – Dobra Obywatelka”).
Głównym tematem pojawiającym się w czasopismach kobiecych każdej orientacji ideowej było równouprawnienie kobiet z mężczyznami. Wątek ten był szczególnie silnie zaznaczony w czasopismach feministycznych, koncentrujących się na walce o równe prawa, które – w przeciwieństwie do innych czasopism kobiecych II RP – nie publikowały tekstów poświęconych modzie, urodzie i poradom praktycznym z zakresu prowadzenia gospodarstwa domowego. W zależności od linii czasopisma różniły się oceną zjawisk towarzyszących równouprawnieniu płci oraz wskazywanym kierunkiem pożądanych przemian. Wszystkie pisma informowały o sukcesach kobiet w dziedzinach zarezerwowanych dotychczas dla mężczyzn, takich jak nauka, sztuka, polityka czy sport.
W związku z tym, że wśród mieszkanek i mieszkańców Polski znaczący udział miały mniejszości narodowe (zgodnie z wynikami spisu powszechnego w 1931 roku 31,1% osób identyfikowało się z inną narodowością niż polska), znaczącym segmentem rynku prasy kobiecej były czasopisma mniejszości narodowych. Najpopularniejszym czasopismem dla Żydówek był tygodnik „Ewa”, poczytnością cieszyły się również „Drogi Kobiece”, „Kobieta Nowa”, „Niebiesko-Biały Szlak” i „Nowe Tory”. Do Ukrainek były skierowane takie pisma jak „Nova Chata”, „Żinocza Dola” i „Żinocza Wola”. Do Rosjanek i innych kobiet rosyjskojęzycznych był adresowany „Oczag”.